# Curral

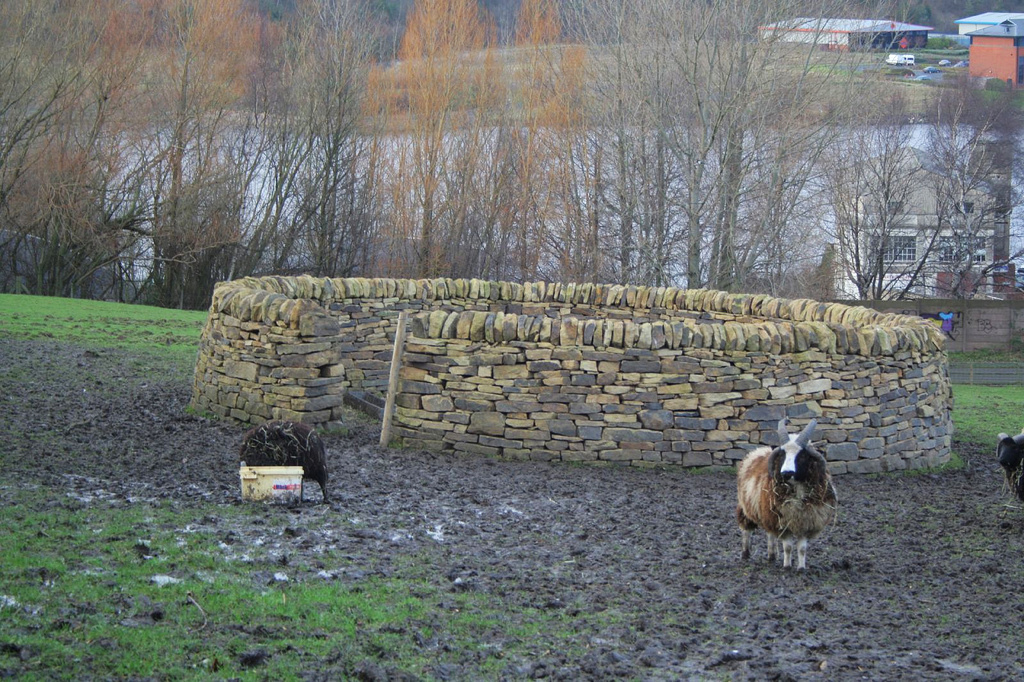
Curral para carneiros em pedra seca

Há pelo menos duas definições distintas de curral:
- Um cercado para confinar animais de criação, como por exemplo gado. Pode ser construído de madeira, pedra ou pau-a-pique, coberto ou não.[carece de fontes?]
- Um engenho de pesca em de rios ou lagoas,[1] uma armadilha de captura de peixes,[2] normalmente construído com uma esteira de taquara e estacas de madeira fixadas no solo, no fundo da região.[1] É constituído de uma parede (espia) com varas de madeira que serve de guia ao pescado, é um cercado com telas de náilon onde este vivo fica aprisionado.[1][2] Construídos em regiões de mar tranquilo e de baixa declividade.[2]

No século XVII nas capitanias do Ceará, Maranhão e ao norte e ao sul das margens do rio São Francisco surgiram fazendas de gado chamadas de currais.[carece de fontes?]